# Bernard Taft
Pour les articles homonymes, voir Taft.
Bernard Taft, né en 1867 en Russie et mort le 10 septembre 1939 à Dinan (Côtes-du-Nord), est un journaliste, médecin, poète, écrivain, acteur de cinéma et homme politique socialiste français. 

## Biographie

### Formation et débuts
Né en 1867 en Russie, Bernard Taft est né dans une famille juive, ayant immigrée en France. Etudiant en médecine à la Faculté de Paris et élève du professeur Mathias Duval, il se fait recevoir docteur après avoir présenté sa thèse. Il renonce rapidement à exercer la médecine et se tourne vers la littérature et le journalisme. 
Durant la Première Guerre mondiale, il est appelé comme aide-major et passe successivement par la région parisienne, le Nord puis la Belgique. Rappelé du front, il est affecté à l'hôpital Bégin (Saint-Mandé) comme assistant de Adolphe Pinard. Démobilisé en juin 1919, il reprends le journalisme et collabore au Petit Parisien, Figaro, L'Information, L'Œuvre, Le Gaulois, Le Peuple, etc.

### L'acteur de cinéma

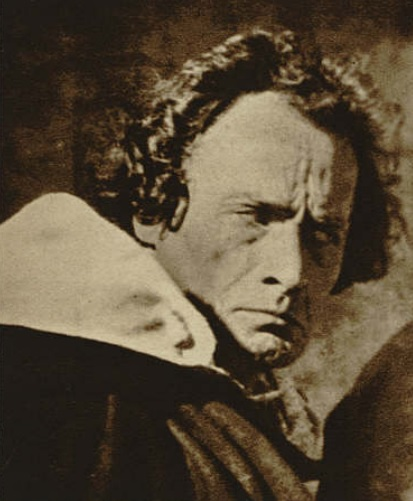
Bernard Taft en 1929 dans le rôle de l'inquisiteur dans La Merveilleuse Vie de Jeanne d'Arc, fille de Lorraine.

En 1927, il rencontre le réalisateur Roger Lion qui lui propose de devenir acteur. Bernard Taft hésite mais son ami Jean-José Frappa, qui est en train de tourner le film La Merveilleuse Vie de Jeanne d'Arc, fille de Lorraine, l'amène chez le réalisateur Marco de Gastyne qui lui propose de faire un essai,. Après plus d'une demi-heure de tournage, Bernard Taft se révèle comme un homme photogénique et bon acteur. Il accepte ainsi, dans un premier temps, de jouer Prelatti, le mauvais génie de Gilles de Rais dans  La Merveilleuse Vie de Jeanne. Après la modification du scénario, il change de rôle et devient l'inquisiteur, celui chargé de juger Jeanne d'Arc.

## Publications
- Mariage sur le tard : roman de mœurs, Société libre d'édition des gens de lettres, 1898 (sous le pseudonyme de Raphaël Baury)
- Le pressoir : roman, éditions Dujarric, 1903
- La grande implacable : roman, Maison d'Editions, Paris, 1904
- Dans la lutte : mœurs médicales modernes, éditions Albin Michel, 1905
- Les vaincus de la gloire, Librairie universelle, 1905
- La moisson rouge : sonnets de la Grande guerre, Paris, 1920
- Les chemins déserts : sonnets, éditions de la source, 1935